# OPTOS
El satèl·lit artificial OPTOS és un picosatèl·lit el disseny del qual així com desenvolupament i operació es realitzen a l'Institut Nacional de Tècnica Aeroespacial, INTA. En les instal·lacions de l'INTA també està situada l'estació de terra. OPTOS segueix l'estàndard CubeSat amb una configuració triple de 10 x 10 x 34,5 cm i 3,5 Kg de pes.
L'objectiu principal d'OPTOS és el de ser un demostrador tecnològic, per demostrar, fonamentalment, que un picosatèl·lit d'aquestes dimensions és capaç de presentar capacitats i característiques al mateix nivell que els satèl·lits de major grandària, mantenint els avantatges de temps de desenvolupament i pressupost que els satèl·lits de petita grandària proporcionen. En aquest sentit, en OPTOS es presenten i desenvolupen tecnologies capdavanteres en el camp de la miniaturització espacial, incloent, entre unes altres, un nou control d'actitud miniaturitzat, un computador d'arquitectura distribuïda i un sistema de comunicació interna basat en tecnologia wireless.
OPTOS va ser llançat amb èxit el 21 de novembre de 2013 per mitjà d'un coet Dnepr-1 i es manté actiu en òrbita de forma satisfactòria des de llavors.
Una vegada provat l'èxit d'OPTOS es preveu mantenir de forma estable una línia de satèl·lits amb les mateixes característiques, de tal forma que faciliti l'accés a l'Espai a empreses i universitats, basant-se en un curt temps de desenvolupament i en un baix cost, a més de proporcionar al mateix temps una alta fiabilitat.

## Òrbita
L'òrbita és de tipus heliosíncrona, que és la més adequada per a la presa d'imatges (cal tenir en compte que una de les càrregues útils és una càmera pancromàtica).
Les característiques definitòries de l'òrbita són:
- Circular heliosíncrona (LTAN: 22:15 hores).
- Inclinació: 98º.
- Altura orbital: 670 km (LEO).

La vida útil aproximada del satèl·lit és d'1 any, encara que ha estat àmpliament superada en vol.
El control d'actitud del satèl·lit es duu a terme tenint en compte tres imposicions:
- En condicions nominals, el satèl·lit s'orientarà de manera que la superfície dels panells solars il·luminada sigui la major possible, de manera que s'optimitzi la generació de potència.

- En condicions d'observació, el satèl·lit s'orientarà de manera que puguin prendre's fotografies de l'àrea objectiu (nominalment, Espanya) amb la càmera pancromàtica APIS (una de les càrregues útils) situada en la cara superior del satèl·lit.

- En condicions nominals, s'evitarà que la llum del Sol incideixi directament en l'objectiu de la càmera pancromàtica, a causa de l'alta sensibilitat de la seva electrònica.

## Plataforma
OPTOS és un picosatèl·lit basat en l'estàndard CubeSat 3O (de 3 unitats) amb unes dimensions de 34,5 x 10 x 10 cm i un pes aproximat de 3.5 kg.
Les quatre cares llargues del satèl·lit estan cobertes, cadascuna d'elles, per un panell solar compost de 6 cèl·lules de triple unió de GaAs. En les millors condicions, aquests panells proporcionen un màxim de 7.2 W de potència. Així mateix, el satèl·lit consta d'un joc de panells desplegables al llarg de l'eix Z, equivalents als anteriors, que dobleguen la capacitat de generació de potència.
El control d'actitud del satèl·lit està basat, per a la determinació d'actitud, en un conjunt de sensors format per un magnetòmetre, dos sensors solars i un sensor de presència solar, mentre que l'actitud objectiu és aconseguida per mitjà d'un conjunt d'actuadors format per una roda d'inèrcia orientada amb l'eix llarg del satèl·lit (Z) i tres magnetopars (en tres eixos perpendiculars). La precisió obtinguda és de 5º per eix en la determinació i de 15º per eix en el control.
El processament de dades intern està basat en un computador de arquitectura distribuïda, format per una unitat central (EPH) basada en una FPGA i diverses unitats distribuïdes (una per cadascuna de les targetes que formen part de l'electrònica del sistema) basades en CPLDs. Les dades són distribuïdes entre totes les unitats per mitjà d'un bus CA.
Les comunicacions internes estan basades en un nou sistema, desenvolupat pel INTA, de comunicació sense fil entre targetes. Els senyals s'envien per un camí òptic, emeses per un emissor infraroig per la targeta emissora, i rebudes per un fotodíode per la targeta receptora. La coherència de les comunicacions i jerarquia de senyals s'assegura per mitjà d'un protocol bus CA reduït.
Les comunicacions amb l'estació de terra es realitzen per mitjà d'un transceptor half-duplex que emet amb una potència de 0,5 W (27 dBm) i és capaç de rebre senyals de fins a -115 dBm. OPTOS està equipat amb una antena formada per 4 monopols que emet i rep en una freqüència de 402 MHz (banda UHF), permetent un bit rate màxim de 4 kbps en pujada i 5 kbps en baixada.

## Càrregues Útils
OPTOS està equipat amb quatre càrregues útils:
- Una càmera pancromàtica de resolució 270 m (APIS - Athermalized Panchromatic Imaging System) situada en la cara superior del satèl·lit, basada en la tecnologia CMOS, els objectius de la qual són l'adquisició d'imatges en vol, la qualificació de materials òptics i l'anàlisi de la degradació dels cristalls de la càmera.

- Un dosímetre (ODM - OPTOS Dose Monitoring) situat en dues zones del satèl·lit de forma estratègica, una en la part central del mateix i una altra al costat de la càmera. Aquesta càrrega útil té com a objectius el desenvolupar un dosímetre amb components comercials RadFETS (RADIATION-SENSING FIELD-EFFECT TRANSISTOR), i posteriorment correlar les dades amb els obtinguts mitjançant la simulació amb el programari Geant 4.

- Una fibra òptica (FIBOS - Fiber Bragg Gratings for Optical Sensing) que mesurarà temperatures gràcies al canvi de longitud d'ona reflectida per una Fiber Bragg Grating (FBG).

- Un sensor magnètic (GMR - Giant Magneto-Resistance) basat en components comercials Commercial Off-The-Shelf (COTS), el qual mesurarà el camp magnètic terrestre.

## Línies de Desenvolupament
Una vegada es demostri, per mitjà d'OPTOS, la viabilitat de la plataforma per dur a terme missions fins ara sempre assignades a satèl·lits de major grandària, es preveu continuar la línia amb nous satèl·lits en òrbita (amb un curt període de desenvolupament) posant en vol noves càrregues útils.
Així mateix, es preveu el desenvolupament d'una plataforma OPTOS millorada (denominada OPTOS segona generació o, directament, OPTOS 2G), que, entre altres millores, inclourà les següents:
- Un sistema de panells solars desplegables de doble cara que multiplicarà per tres la superfície de cèl·lules solars disponibles, podent arribar a produir una potència de fins a 18 W.

- Un subsistema de control d'actitud al que, a part del ja existent, l'única roda d'inèrcia serà substituïda per un arrai de quatre rodes d'inèrcia, a més d'afegir-se-li un star tracker, podent amb aquestes millores arribar a precisions en la determinació i control d'actitud de l'ordre d'arcosegons.

- Un pegat en banda S que, sumat al transponedor en UHF, permetrà comunicació full-duplex, donant lloc a un bit rate de fins a l'ordre de Mbps.